# Solarium

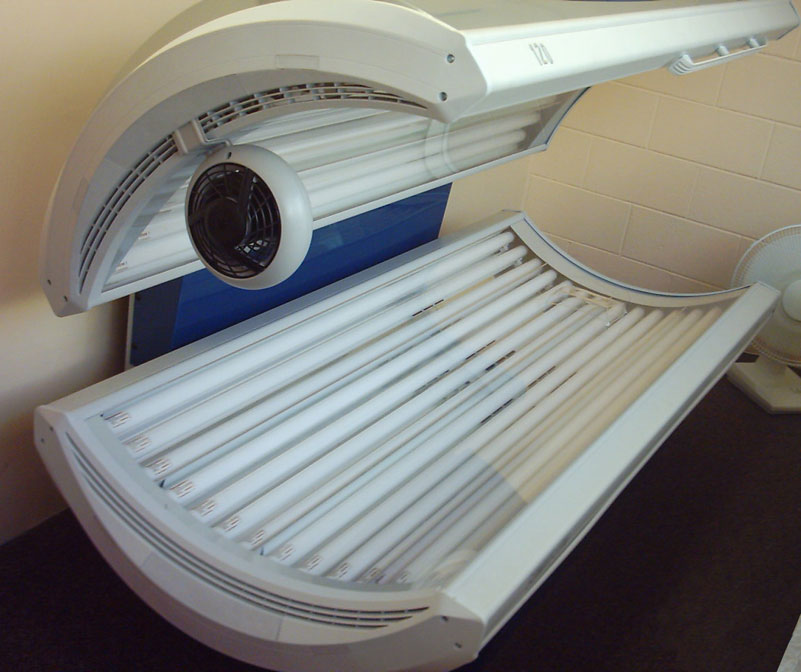
Solarium

Ein Solarium (in Deutschland umgangssprachlich auch Sonnenbank) ist eine technische Einrichtung zur Bestrahlung des Körpers mit UV-Licht. In der Regel wird damit eine Bräunung der Haut aus kosmetischen Gründen bezweckt; Solarien werden aber auch in der Medizin zur Behandlung von Hautkrankheiten eingesetzt. Das lateinische Wort solarium existierte schon in der Antike. Es leitet sich von sol („Sonne“) ab und bezeichnete ursprünglich eine Terrasse oder ein Flachdach. Das Wort war zum ersten Mal in althochdeutscher Zeit entlehnt und lebt heute noch als Söller weiter.
Exzessives Sonnenbaden (egal ob unter der natürlichen Sonne oder im Solarium) wird Tanorexie (Bräunungssucht) genannt. Seit Jahren warnen Politiker, Ärzte und Gesundheitsorganisationen wie die Deutsche Krebshilfe vor den Gefahren künstlicher UV-Strahlen, da eine Benutzung das Risiko für Hautkrebs erhöhen kann. Infolgedessen trat am 1. Januar 2012 die Verordnung zum Schutz vor schädlichen Wirkungen künstlicher ultravioletter Strahlung (UVSV) [Verordnung nach §§ 3 und 5 Abs. 2 des Gesetzes zum Schutz vor nichtionisierender Strahlung (NiSG)] in Kraft. Sie soll unter anderem für mehr Sicherheit in Solarien sorgen.
Dies hatte sinkende Zahlen von Solarien und Solariennutzung zur Folge. Nach einer Hochzeit in den 1980er und 1990er Jahren halbierte sich zwischen 2000 und 2020 die Zahl der kommerziell betriebenen Solarien in Deutschland von ursprünglich etwa 7500. In Umfragen gaben 2012 bundesweit noch 14,6 % der befragten Deutschen zwischen 14 und 45 Jahren an, die Sonnenbank zu nutzen. Diese Zahl ging 2015 auf elf und 2018 auf 8,8 Prozent zurück. Lediglich bei Minderjährigen stiegen die Zahlen, obwohl ihnen die Nutzung von Solarien eigentlich verboten ist. In Wien wurden von 2007 bis 2017 40 % der Solarien geschlossen.
In allen Bundesstaaten Australiens, ausgenommen Tasmanien, sind kommerziell betriebene Solarien spätestens seit dem 1. Januar 2016 verboten.

## Technik
Die weltweit erste Sonnenbank wurde im Herbst 1975 von Friedrich Wolff geschaffen und danach weiterentwickelt. Der Prototyp war noch gefährlich und verursachte Sonnenbrand, war aber ursprünglich zur Stimmungsaufhellung und zur Leistungsverbesserung entwickelt worden und sollte die Vitamin-D-Bildung stimulieren. Die Hautbräunung war ursprünglich ein Nebeneffekt, den Wolff zunächst zu vermeiden versuchte, indem er weiter nach einem „sicheren Licht-Spektrum“ forschte. Die Entwicklung von der ursprünglich angestrebten „medizinischen Lichtcouch“ zum kosmetischen Solarium folgte danach. Die wesentlichen technischen Komponenten eines Solariums sind eine künstliche UV-Strahlenquelle, verschiedene Filter und Reflektoren sowie ein mechanischer Aufbau mit einer festgelegten Nutzfläche.
Als UV-Strahlenquelle verwendet man Quecksilberdampflampen.
Es handelt sich um einen Glaskolben mit beidseitig angebrachten Elektroden. Bei Stromfluss werden durch diese Elektronen emittiert. Ein Zusammenstoß der Elektronen mit den im Glaskolben befindlichen Quecksilberatomen führt zu einer Emission von Ultraviolettstrahlung. Die in Solarien verwendeten Bräunungslampen sind mit einem Leuchtstoff beschichtet. Bei Auftreffen der Ultraviolettstrahlung wird diese durch die Leuchtschicht in das gewünschte langwellige Spektrum transformiert. Durch Anpassung der Charakteristika der Leuchtschicht ist es möglich, die gewünschten Anteile an UV-A- und UV-B-Strahlung zu erreichen.
Teilweise werden in Solarien Niederdruckröhren eingesetzt. Diese verfügen über ein längeres Elektrodengestell als herkömmliche Leuchtröhren. In Niederdruckröhren ist die für die Funktionsweise notwendige Temperatur niedriger. Neben einer erhöhten Leistung ergibt sich durch diese Eigenschaft eine höhere Lebensdauer.
Eine technische Besonderheit ist die in einigen Bräunungslampen eingesetzte (weiße) Reflektorschicht entlang der Hälfte des Zylinderumfangs. Durch Einschlämmung dieser in den Glaskolben werden Außenreflektoren in den Solarien obsolet.
In verschieden starken Solarien können unterschiedliche Bräunungsergebnisse erzielt werden. Dies liegt zum einen an unterschiedlich starken UV-Röhren und zum anderen an den unterschiedlichen Verhältnissen zwischen den UV-A- und UV-B-Anteilen der UV-Strahlung. Während der UV-A-Anteil hauptsächlich eine oberflächliche Bräune erzeugt, die sehr schnell auftritt und intensiv ist, aber dafür auch schneller verblasst, ist die UV-B-Strahlung vor allem für längere Bräunungsergebnisse verantwortlich. Der Nachteil der UV-B-Strahlung ist, dass die Bräune erst ein bis zwei Tage nach dem Solariumbesuch sichtbar wird. Viele Sonnenbänke besitzen zudem im Bereich gegenüber dem Gesicht eine oder mehrere Quarzlampen zur zusätzlich intensiven Gesichtsfeldbräunung nach dem Prinzip der Höhensonne. Es ist also je nach dem gewünschten Bräunungsziel die entsprechende Sonnenbank zu wählen. Die Gerätebestückung in puncto Auswahl des Herstellers, des Gerätetyps und Modells kann von Sonnenstudio zu Sonnenstudio unterschiedlich sein und liegt im Ermessen des Betreibers. Es existieren vereinzelt noch ältere Geräte in den Studios, die aufgrund ihrer Strahlenstärke von 0,6 Watt/m² und mehr nicht mehr zertifiziert werden können und nach Empfehlungen des Bundesamtes für Strahlenschutz (BfS) eigentlich nicht mehr betrieben werden sollten.
Neuere Geräte (z. B. „0,3-Watt-Geräte“) erfüllen die derzeit gültigen gesetzlichen Anforderungen gemäß Brüsseler Beschluss vom Juli 2007 und gelten als unbedenklich. Dennoch soll der Umgang mit der künstlichen UV-Bestrahlung in Maßen und an den jeweiligen Hauttyp angepasst dosiert werden.

## Rechtliche Situation in Deutschland
Das Bundesamt für Strahlenschutz (BfS) bietet Solarienbetreibern an, die Sicherheit ihrer Geräte freiwillig prüfen und zertifizieren zu lassen. Allerdings hatten in den ersten drei Jahren nur 90 von über 4000 gewerblichen Sonnenbankbetreibern diese Möglichkeit genutzt und das Verfahren wurde infolgedessen 2010 eingestellt.
Im Jahre 2002 hatte das BfS bei Stichprobentests festgestellt: „Ein großer Teil der untersuchten Solarien wies Bestrahlungsintensitäten auf, die die Intensität der Mittagssonne am Äquator um ein Mehrfaches übertreffen.“ Daher ist die Bestrahlungsdauer im Solarium auch gewöhnlich wesentlich kürzer als ein Sonnenbad in der Natursonne.
Ein Verbot der Solariennutzung für Minderjährige mit der Begründung der Krebsgefahr war Teil des geplanten und im Januar 2009 gescheiterten Umweltgesetzbuchs. Das Verbot wurde daraufhin unabhängig vom Umweltgesetzbuch erlassen. Am 10. März 2009 wurde der Gesetzesentwurf von Bundesumweltminister Sigmar Gabriel vom Bundeskabinett verabschiedet und am 19. Juni 2009 vom Bundestag beschlossen. Am 21. Dezember 2011 wurde das Solarienverbot für Minderjährige vom Bundesverfassungsgericht bestätigt.
Die seit Januar 2012 geltende Verordnung zum Schutz vor schädlichen Wirkungen künstlicher ultravioletter Strahlung auf Grundlage des Gesetzes zum Schutz vor nichtionisierender Strahlung bei der Anwendung am Menschen wurde im Dezember 2010 im Bundeskabinett verabschiedet. Danach sollte unter anderem die Anwesenheit von geschultem Fachpersonal in Solarien Pflicht werden und die wegen der damit verbundenen Umrüstungskosten oft nicht gegebene Einhaltung der europäischen Bestrahlungsgrenzwerte auch für Altgeräte auf dem Gesetzesweg erzwungen werden. Die Verordnung konkretisiert unter anderem Anforderungen an das Personal, die Ausstattung und Informationspflichten für Betreiber von Solarien. Bei Gesetzesverstößen drohen seit dem 1. Januar 2012 empfindliche Strafen.

## Gesundheitsrisiken
17.000 Solarien stehen in frei zugänglichen Bereichen wie Münzstudios, Schwimmbädern, Hotels sowie Wellness- und Fitness-Einrichtungen und sollten aus Sicht von Gesundheitsexperten abgeschafft werden. Von den derzeit rund 14 Millionen Solariennutzern in Deutschland zwischen 18 und 45 Jahren haben mehr als ein Viertel bereits im Alter von 10 bis 17 Jahren mit dem künstlichen Bräunen in Sonnenstudios begonnen.
Seit den 1990er Jahren setzt sich die Deutsche Krebshilfe in Deutschland gegen die Nutzung von Solarien zu kosmetischen Zwecken ein. Rund 195.000 Menschen erkranken jährlich deutschlandweit an Hautkrebs, 24.000 davon an dem besonders gefährlichen schwarzen Hautkrebs (malignes Melanom), an dem pro Jahr etwa 3.000 Betroffene sterben. Das Krebsregister erfasst von den verschiedenen Arten des Hautkrebses nur das maligne Melanom. Hauptrisikofaktor für die Entstehung von Hautkrebs sei die natürliche und künstliche UV-Strahlung aus Sonne und Solarien.
Die Weltgesundheitsorganisation lehnt die Benutzung von Solarien zur kosmetischen Bräunung der Haut ausdrücklich ab. Auch die Strahlenschutzkommission (SSK) rät davon grundsätzlich ab.
Die WHO verweist auf den in medizinischen Forschungen nachgewiesenen, grundsätzlich negativen Einfluss von UV-Strahlen durch beschleunigte Hautalterung, erhöhtes Risiko zur Erkrankung an Hautkrebs und mögliche Schäden an den Augen. Seit 2009 stuft die WHO Solarien als krebserregend ein. Das Bundesamt für Strahlenschutz (BfS) weist darauf hin, dass mögliche Folgeschäden am Immunsystem wiederum den Organismus als Ganzes schädigen können.
Nach einer Untersuchung des Instituts für Umweltmedizinische Forschung (IUF) in Düsseldorf sorgt die ebenfalls austretende Infrarot-A-Strahlung auch für eine vorzeitige Hautalterung. Personen, die auf die Nutzung eines Solariums nicht verzichten wollen, empfiehlt das BfS, vor dem Besuch das individuelle Risiko mit einem Hautarzt abzuklären, die Anzahl der Besuche zu minimieren, keinesfalls mehr als 50 Besuche einschließlich weiterer Sonnenbäder pro Jahr durchzuführen, vor dem Urlaub auf Solariumsbesuche zu verzichten, immer eine entsprechende Schutzbrille zu tragen und vorher keinen Gebrauch von Kosmetika, einschließlich Sonnencreme, zu machen.
Vor dem Besuch eines Solariums sollte für Erstbenutzer grundsätzlich die Feststellung des Hauttyps und eine Beratung durch das Personal stehen. Besonders hellhäutigen Menschen mit hohem Sonnenbrand- und Hautkrebsrisiko wird normalerweise von der Benutzung eines Solariums grundsätzlich abgeraten.
Der Wissenschaftliche Ausschuss „Konsumgüter“ der Europäischen Kommission rät Personen mit bekannten Risikofaktoren für Hautkrebs, keine Sonnenbänke zu benutzen. Dazu gehören Personen mit einem empfindlichen Hauttyp, Sommersprossen, unregelmäßigen oder zahlreichen Leberflecken sowie familiärem Auftreten von Melanomen. Während der Benutzung von Sonnenbänken sollte ein Augenschutz getragen werden. Solarien dürfen nicht von Personen unter 18 Jahren genutzt werden, da das Risiko für Hautkrebs besonders hoch ist, wenn Sonnenbänke in der Jugend genutzt werden.

## Aufklärung über Strahlenfolgen
Die spektakulärste Aufklärung über Gesundheitsschäden durch den Besuch von Solarien startete bisher die Deutsche Krebshilfe 2012 mit dem Ziel, vor allem Jugendliche vor den gefährlichen Strahlen im Solarium zu warnen. Sie stellte ein Video in das Internet, in dem das Schwein „Rosi“ im Labor mit UV-Strahlen verbrannt wird. Viele Menschen waren so empört, dass die Aktion im Netz vorzeitig abgebrochen wurde. Die Entwarnung kam dann im Rahmen der Sendung stern TV: Der Laborversuch war nur gespielt, dem mit Filmauftritten erfahrenen Schwein mit richtigem Namen Smarty geht es gut. Rund 3,5 Millionen Menschen im Alter bis zu 35 Jahren in Deutschland besuchen nach aktuellen Zahlen Solarien, darunter immer noch 167.000 Jugendliche.

## Vermeintliche positive gesundheitliche Wirkungen

### Winterdepressionen
Solarien wird zugeschrieben, gegen die sog. Winterdepression zu helfen. Darunter versteht man jahreszeitlich bedingte Depressionen, die vor allem in den dunklen Herbst- und Wintermonaten auftreten. Die geringe Intensität des Sonnenlichts wird als Ursache für diese Form der Depression angesehen. Betroffene versuchen daher oft, den Lichtmangel durch Besuche in Solarien auszugleichen, um der Winterdepression entgegenzuwirken. Um Winterdepressionen zu behandeln, ist die Bestrahlung in Solarien allerdings ungeeignet.
Winterdepressionen können durch eine Lichttherapie mit speziellen Lichttherapiegeräten behandelt werden. Wichtig dabei ist die Aufnahme von Licht über die Netzhaut im Auge. Das Licht der Sonnenbank ist jedoch für das menschliche Auge schädlich und für eine Lichttherapie gerade nicht geeignet.

### Vitamin-D-Mangel
Derzeit laufen mehrere medizinische Studien, inwieweit ein regelmäßiger Solarienbesuch einem Vitamin-D-Mangel vorbeugen kann. Einige Ärzte behaupten, dass für ausreichende Versorgung mit Vitamin D im Winter ein zweiwöchentlicher Besuch im Solarium notwendig wäre. Über diese Thematik wird in den Medien noch kontrovers diskutiert.